# إدوارد لي غرين
إدوارد لي غرين (1843-1915) (بالإنجليزية: Edward Lee Greene)‏ هو عالم نبات أمريكي.